# تل سفید (رستم)
تل سفید یک روستا در ایران است که در شهرستان رستم واقع شده‌است. تل سفید ۴۷۸ نفر جمعیت دارد.